# Capi di Stato della Spagna
Questa lista raccoglie i capi di Stato della Spagna a partire dal 1808, l'anno della prima carta costituzionale spagnola, lo Statuto di Baiona, fino ad oggi. Per i precedenti, si rimanda alla pagina Sovrani di Spagna.
Per la maggior parte di questo periodo, ed ancora oggi, il ruolo di capo di Stato è stato ricoperto dai sovrani (che hanno portato il titolo di re delle Spagne, in spagnolo rey de las Españas, al plurale, fino al 1868). Tuttavia vi sono state alcune significative eccezioni:
- tra la deposizione di Isabella II (1868) e la salita al trono di Amedeo I (1870);
- tra l'abdicazione di Amedeo (1873) e la restaurazione borbonica (1874), cioè il periodo della prima repubblica spagnola;
- tra il 1931 e il 1975, cioè il periodo della seconda repubblica spagnola e del regime franchista.

## Monarchia

### Bonaparte (1808-1813)
| Ritratto | Nome       | Regno         | Regno            | Stemma | Note |
| Ritratto | Nome       | Inizio        | Fine             | Stemma | Note |
| -------- | ---------- | ------------- | ---------------- | ------ | ---- |
|          | Giuseppe I | 6 giugno 1808 | 11 dicembre 1813 |        |      |

### Borbone (1813-1868)
| Ritratto | Nome                                                 | Regno             | Regno             | Stemma | Note                                        |
| Ritratto | Nome                                                 | Inizio            | Fine              | Stemma | Note                                        |
| -------- | ---------------------------------------------------- | ----------------- | ----------------- | ------ | ------------------------------------------- |
|          | Ferdinando VII                                       | 11 dicembre 1813  | 29 settembre 1833 |        | Già Re nel 1808                             |
|          | Regina Governatrice Maria Cristina delle Due Sicilie | 29 settembre 1833 | 12 ottobre 1840   |        | Reggenti durante la minorità di Isabella II |
|          | Reggente Baldomero Espartero                         | 12 ottobre 1840   | 23 luglio 1843    |        | Reggenti durante la minorità di Isabella II |
|          | Isabella II                                          | 29 settembre 1833 | 30 settembre 1868 |        | Figlia di Ferdinando VII                    |

### Interregno (1868-1870)
| Ritratto         | Nome              | Reggenza       | Reggenza                             | Stemma | Note                                    |
| Ritratto         | Nome              | Inizio         | Fine                                 | Stemma | Note                                    |
| ---------------- | ----------------- | -------------- | ------------------------------------ | ------ | --------------------------------------- |
|                  | Francisco Serrano | 8 ottobre 1868 | 25 febbraio 1869                     |        | Come Presidente del Governo Provvisorio |
| 25 febbraio 1869 | Francisco Serrano | 18 giugno 1869 | Come Presidente del Potere Esecutivo |        |                                         |
| 18 giugno 1869   | Francisco Serrano | 2 gennaio 1871 | Come Reggente del Regno              |        |                                         |

### Savoia (1870-1873)
| Ritratto | Nome     | Regno           | Regno            | Stemma | Note |
| Ritratto | Nome     | Inizio          | Fine             | Stemma | Note |
| -------- | -------- | --------------- | ---------------- | ------ | ---- |
|          | Amedeo I | 4 dicembre 1870 | 11 febbraio 1873 |        |      |

## Prima Repubblica (1873-1874)

### Presidenti del Potere Esecutivo
| Ritratto | Nome                  | Mandato          | Mandato          | Collocazione politica     | Note              |
| Ritratto | Nome                  | Inizio           | Fine             | Collocazione politica     | Note              |
| -------- | --------------------- | ---------------- | ---------------- | ------------------------- | ----------------- |
|          | Estanislao Figueras   | 11 febbraio 1873 | 11 giugno 1873   | Repubblicano federalista  |                   |
|          | Francesc Pi i Margall | 11 giugno 1873   | 18 luglio 1873   | Repubblicano federalista  |                   |
|          | Nicolás Salmerón      | 18 luglio 1873   | 7 settembre 1873 | Repubblicano moderato     |                   |
|          | Emilio Castelar       | 7 settembre 1873 | 3 gennaio 1874   | Repubblicano unitarista   |                   |
|          | Francisco Serrano     | 3 gennaio 1874   | 30 dicembre 1874 | Repubblicano conservatore | Sciolse le Cortes |

## Monarchia

### Borbone (1874-1931)
| Ritratto       | Nome                                     | Regno            | Regno                                | Stemma | Note                                                                |
| Ritratto       | Nome                                     | Inizio           | Fine                                 | Stemma | Note                                                                |
| -------------- | ---------------------------------------- | ---------------- | ------------------------------------ | ------ | ------------------------------------------------------------------- |
|                | Alfonso XII                              | 29 dicembre 1874 | 25 novembre 1885                     |        | Figlio di Isabella II                                               |
|                | Regina Reggente Maria Cristina d'Austria | 26 novembre 1885 | 17 maggio 1886                       |        | Interregno tra la morte di Alfonso XII e la nascita di Alfonso XIII |
| 17 maggio 1886 | Regina Reggente Maria Cristina d'Austria | 17 maggio 1902   | Reggente per suo figlio Alfonso XIII |        |                                                                     |
|                | Alfonso XIII                             | 17 maggio 1886   | 14 aprile 1931                       |        | Figlio postumo di Alfonso XII                                       |

## Seconda Repubblica (1931-1939)

### Presidenti del Governo Provvisorio
| Ritratto | Nome                 | Mandato         | Mandato          | Partito                     | Note |
| Ritratto | Nome                 | Inizio          | Fine             | Partito                     | Note |
| -------- | -------------------- | --------------- | ---------------- | --------------------------- | ---- |
|          | Niceto Alcalá-Zamora | 14 aprile 1931  | 14 ottobre 1931  | Destra Liberal Repubblicana |      |
|          | Manuel Azaña         | 14 ottobre 1931 | 10 dicembre 1931 | Azione Repubblicana         |      |

### Presidenti della Repubblica
| Ritratto | Nome                 | Mandato          | Mandato       | Partito                           | Note                                                 |
| Ritratto | Nome                 | Inizio           | Fine          | Partito                           | Note                                                 |
| -------- | -------------------- | ---------------- | ------------- | --------------------------------- | ---------------------------------------------------- |
|          | Niceto Alcalá-Zamora | 10 dicembre 1931 | 7 aprile 1936 | Partito Repubblicano Progressista |                                                      |
|          | Manuel Azaña         | 11 maggio 1936   | 13 marzo 1939 | Sinistra Repubblicana             | Solo in alcune parti della Spagna dal 3 ottobre 1936 |

### Presidente del Consiglio di Difesa Nazionale
| Ritratto | Nome              | Mandato       | Mandato       | Partito  | Note                              |
| Ritratto | Nome              | Inizio        | Fine          | Partito  | Note                              |
| -------- | ----------------- | ------------- | ------------- | -------- | --------------------------------- |
|          | José Miaja Menant | 13 marzo 1939 | 26 marzo 1939 | Militare | Solo in alcune parti della Spagna |

## Reggenza Franchista (1939-1975)

### Caudillo e capo di Stato
Dal 1º ottobre 1936 Francisco Franco fu proclamato capo dello Stato dalla Giunta tecnica dello Stato. La monarchia viene formalmente restaurata nel 1947, ma nessun sovrano tornò sul trono fino alla morte del dittatore.
| Ritratto | Nome             | Mandato        | Mandato          | Partito             | Stemma |
| Ritratto | Nome             | Inizio         | Fine             | Partito             | Stemma |
| -------- | ---------------- | -------------- | ---------------- | ------------------- | ------ |
|          | Francisco Franco | 1º aprile 1939 | 20 novembre 1975 | Movimento Nazionale |        |

## Monarchia

### Borbone (1975-oggi)
| Ritratto | Nome          | Regno            | Regno                        | Stemma | Note                                                   |
| Ritratto | Nome          | Inizio           | Fine                         | Stemma | Note                                                   |
| -------- | ------------- | ---------------- | ---------------------------- | ------ | ------------------------------------------------------ |
|          | Juan Carlos I | 22 novembre 1975 | 19 giugno 2014 (abdicazione) |        | Figlio di Giovanni di Borbone e nipote di Alfonso XIII |
|          | Filippo VI    | 19 giugno 2014   | in carica                    |        | Figlio di Juan Carlos                                  |

## Galleria d'immagini

Stendardo Reale di Ferdinando VII
Stendardo Reale di Isabella II, Alfonso XII e Alfonso XIII
Stendardo Presidenziale di Niceto Alcalá-Zamora
Stendardo Presidenziale di Manuel Azaña
Stendardo di Francisco Franco
Stendardo Reale di Juan Carlos
Stendardo Reale di Filippo VI

## Titolatura
| Stemma                                                              | Capo dello Stato                                                               | Capo del Governo                                                    | Periodo   |
| ------------------------------------------------------------------- | ------------------------------------------------------------------------------ | ------------------------------------------------------------------- | --------- |
|                                                                     | Re di Spagna e delle Indie (ES) Rey de las Españas y de Indias                 | Segretario di Stato (ES) Secretario de Estado                       | 1714-1812 |
| Re di Spagna (ES) Rey de las Españas                                | 1812-1833                                                                      | Segretario di Stato (ES) Secretario de Estado                       |           |
| Regina di Spagna (ES) Reina de las Españas                          | Presidente del Consiglio dei Ministri (ES) Presidente del Consejo de Ministros | 1833-1868                                                           |           |
|                                                                     | Governo provvisorio                                                            | Governo provvisorio                                                 | 1868-1869 |
| Reggente del Regno (ES) Regente del Reino                           | Presidente del Consiglio dei Ministri (ES) Presidente del Consejo de Ministros | 1869-1871                                                           |           |
|                                                                     | Presidente del Consiglio dei Ministri (ES) Presidente del Consejo de Ministros | Re di Spagna (ES) Rey de España                                     | 1871-1873 |
|                                                                     | Presidente del Potere Esecutivo (ES) Presidente del Poder Ejecutivo            | Presidente del Potere Esecutivo (ES) Presidente del Poder Ejecutivo | 1873-1874 |
| Presidente del Potere Esecutivo (ES) Presidente del Poder Ejecutivo | Presidente del Consiglio dei Ministri (ES) Presidente del Consejo de Ministros | 1874                                                                |           |
|                                                                     | Presidente del Consiglio dei Ministri (ES) Presidente del Consejo de Ministros | Re di Spagna (ES) Rey de España                                     | 1874-1931 |
|                                                                     | Governo provvisorio                                                            | Governo provvisorio                                                 | 1931      |
| Presidente della Repubblica (ES) Presidente de la República         | Presidente del Consiglio dei Ministri (ES) Presidente del Consejo de Ministros | 1931-1936                                                           |           |
| Guerra civile                                                       | Guerra civile                                                                  | 1936-1939                                                           |           |
|                                                                     | Capo dello Stato (ES) Jefe del Estado                                          | Capo dello Stato (ES) Jefe del Estado                               | 1939-1973 |
| Capo dello Stato (ES) Jefe del Estado                               | Presidente del Governo (ES) Presidente del Gobierno                            | 1973-1975                                                           |           |
|                                                                     | Presidente del Governo (ES) Presidente del Gobierno                            | Re di Spagna (ES) Rey de España                                     | 1975-oggi |